# Atlantic Airlines
Atlantic Airlines var ett flygbolag med huvudkvarter i Managua, Nicaragua. Det var ett charterbolag med inriktning på främst inrikes flygningar. Flygbolaget är numera nedlagt.

## Destinationer
- Bluefields, Nicaragua
- Managua, Nicaragua
- Corn Island Airport, Corn Island, Nicaragua
- Puerto Cabezas, Nicaragua

## Flotta
- 5st Let L-410 Turbolet (L-410 UVP-E)
- 1st Let L-410 Turbolet (L-420)